# رويال-دومينيك فينل
رويال-دومينيك فينل (بالألمانية: Royal-Dominique Fennell؛ بالإنجليزية: Royal-Dominique Fennell) هو لاعب كرة قدم أمريكي وألماني في مركز قلب الدفاع، ولد في 5 يونيو 1989 في Fort Irwin National Training Center ‏ في الولايات المتحدة. لعب مع شتوتغارت كيكرز ونادي شتوتغارت.

## وصلات خارجية
- رويال-دومينيك فينل على موقع قاعدة بيانات كرة القدم.إي يو (الإنجليزية)
- رويال-دومينيك فينل على موقع بيانات كرة القدم. دي إي (الألمانية)
- رويال-دومينيك فينل على موقع Soccerway.com (الإنجليزية)
- رويال-دومينيك فينل على موقع عالم كرة القدم.نت (الإنجليزية)